# Ugunstig udvælgelse
Ugunstig udvælgelse (på engelsk Adverse Selection] er et udtryk, der bruges indenfor bl.a. økonomi og forsikring. Det beskriver en situation, hvor asymmetrisk information fører til udfald, der ikke er efficiente i samfundsøkonomisk forstand. Ugunstig udvælgelse udgør dermed en markedsfejl.
Nærmere bestemt beskriver ugunstig udvælgelse den situation, hvor en agent, f.eks. en forsikringstager, uden principalens, f.eks. en forsikringsgiver, vidende har information, der kan være brugbart i forbindelse med fremtidige beslutninger. Da principalen ikke har adgang til den samme information, kan hun derfor heller ikke vide, om agenten har lavet korrekte beslutninger i situationen. Altså har principalen et problem med asymmetrisk information. Den mest kendte undersøgelse af den ugunstige udvælgelses indvirkning på markeder er nok George Akerlofs ”The Market for Lemons: Quality Uncertainty and the Market Mechanism”. Denne artikel beskriver markedet for brugte biler og den ugunstige udviklings betydning for dette marked. I et marked for brugte biler vil der være informationsasymmetri mellem køber og sælger. Sælger vil have specifik viden om den bil, hun sælger, mens køber kun har viden om det gennemsnitlige kvalitetsniveau for biltypen. Da køber vurderer alle biler til at være af gennemsnitlig kvalitet, vil hun kun være villig til at betale en gennemsnitlig pris for bilen. Det betyder igen, at sælger, der har en bil, som er af mere end gennemsnitlig kvalitet, ikke vil være villig til at sælge, hvorfor der kun vil være biler af dårlig kvalitet tilbage på markedet. Købers forventninger tilpasses, og et nyt og lavere gennemsnit forventes. Det reagerer potentielle sælgere på ved igen at fjerne biler og gennemsnit. Denne proces varer ved, indtil – i værste fald – alle biler er trukket ud af markedet, og markedet derved er kollapset.

## Fodnoter
1. ↑  Akerlof, 1970, s. 488-500
2. ↑  Akerlof, 1970, s. 489